# Ойнонен, Микко
Ми́кко Оскар О́йнонен (фин. Mikko Oskar Oinonen; 30 июня 1883[…], Пиелисъярви, Куопиоская губерния — 30 декабря 1956, Хельсинки) — финский художник.

## Биография
Родился 30 июня 1883 года в Пиелисъярви в семье фермера Юхо Ойнонена (фин. Juho Oinonen) и его супруги Ловиисы Невалайнен (фин. Loviisa Nevalainen).
В 1903 году обучался живописи на вечерних курсах Школы искусства и дизайна университета Аалто, а в 1905—1907 годах — в Академии изящных искусств в Хельсинки.
С 1908 по 1910 года обучался в Академии Жюлиана в Париже, где в 1914 году познакомился с Магнусом Энкелем.
В 1930—1936 годах преподавал и Академии изящных искусств в Хельсинки, а в 1937—1938 годах — в Открытой школе искусств.
В летнее время жил в здании бывшей дачи С. А. Косякова в Ушково на Карельском перешейке (в конце XIX века владельцем дачи был Лудольф Борисович фон Дорн, затем вдова архитектора Вильгельма Бернгарда). Современники называли его «живописцем летнего Перешейка»; на многих его картинах, созданных здесь, на первом плане находятся обветренные прибрежные сосны, рыбачьи лодки и одинокие каменные глыбы.
В 1953 году он получил звание профессора.
Скончался 30 декабря 1956 года в Хельсинки.
Работы Микко Ойннонена имеются во всех музеях Скандинавии, в московском Пушкинском музее, в Британском музее в Лондоне.
Супруга — Елли Ирена Ойнонен (фин. Elli Irene Oinonen, урождённая Карллсон (швед. Karllson).